# Ann Lee (shakers)
Ann Lee, även Moder Ann Lee, född 29 februari 1736 i Manchester, England, död 8 september 1784 i Watervliet, Albany County, New York, var den andliga ledaren för shakers och betraktades även som profet inom rörelsen.    
Ann Lee var dotter till en smed från Manchester och blev mot sin vilja bortgift med en smedlärling. Efter fyra födslar där alla barn dog anslöt sig den olyckliga Ann Lee 1758 till shakers. Ann Lee blev senare shakers andliga ledare och profet som föregav att hon fått gudomlig uppenbarelse. Rörelsens möten blev alltmer livliga och högljudda, något som ledde till att Ann Lee fängslades för brott mot sabbatsfriden. Efter att ha avtjänat straffet fick Ann Lee ett antal Kristusvisioner. Hon tolkade dessa som att hon var en ny inkarnation av Kristus och att hon representerade Guds kvinnliga aspekt. Ann Lee förklarade sig odödlig med ny uppenbarelse av Kristus och inom rörelsen betraktades hon som om Gud verkade genom henne på samma sätt som genom Jesus.

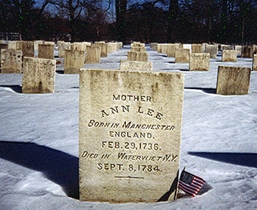
Mor Ann Lee gravsten 2006

Shakers utsattes för religiösa förföljelse och Ann Lee utvandrade 1774 tillsammans med åtta andra medlemmar till USA, till nuvarande Watervliet, New York. Från början hade ”Moder Ann”, som hon börjat kallas, svårigheter att rekrytera medlemmar, men vid hennes död 1784 var antalet shakers cirka 100 personer.